# حمادی جبالی
حمادی جبالی (عربی: حمادي الجبالي؛ زاده ۱۲ ژانویهٔ ۱۹۴۹) یک مهندس، سیاست‌مدار اسلام‌گرا و روزنامه‌نگار اهل تونس است. وی از ۲۴ دسامبر ۲۰۱۱ تا ۱۴ مارس ۲۰۱۳ نخست‌وزیر تونس بود.